# Felix Sandman
Felix Sandman (Värmdö község, Stockholm, 1998. október 25. –) svéd énekes, dalszerző és színész. A FO&O nevű együttes tagja volt. Ő játszotta Sebastian Fagermant a Netflix saját gyártású svéd sorozatában, a Futóhomokban, amely 2019. április 5-én jelent meg.

## Zenei karrierje
2017-ben, miután felbomlott a FO&O, Felix szólókarrierbe kezdett. Első saját dala, az Every Single Day rövid idő alatt a svéd topplisták élein szerepelt. 2018-ban ezzel a dallal szerepelt a Melodifestivalen című eurovíziós nemzeti döntőben, ahol összesítésben második helyen végzett barátja, Benjamin Ingrosso mellett. Később, a 2018-as Eurovíziós Dalfesztiválon ő jelentette be a svéd szakmai zsűri pontjait. 2018. szeptember 24-én megjelent első önálló albuma EMOTIONS címmel. Az album összesen tizenegy dalt tartalmaz, többek között az Every Single Day-t is, ami az album záródarabja. Ugyanebben az évben legjobb svéd előadóként jelölték az MTV Europe Music Awardson. 2019. november 27-én az SVT sajtótájékoztatóján kiderült, hogy Felix ismét bejutott a következő évi Melodifestivalen huszonnyolc előadója közé Boys with Emotions című dalával. Felix a február 1-i első elődöntőben lépett színpadra, ahol ő zárta az adást. A nézők végül a második esély fordulóba juttatták tovább, amelyet február 29-én rendeznek.

## Színészi karrierje
2013-ban szerepelt a Vi är bäst! című svéd drámafilmben. 2019-ben a Netflixs saját gyártású sorozatában, a Futóhomokban szerepelt, mint egyik főszereplő, név szerint Sebastian Fagerman. A sorozat Malin Persson Giolito regénye alapján jött létre. Ez volt az első olyan svéd sorozat, amely a Netflixen jelent meg, április 5-én.

## Diszkográfia

### Stúdióalbumok
- EMOTIONS (2018)

### Kislemezek
- Every Single Day (2018)
- Tror du att han bryr sig (2018, ft. Benjamin Ingrosso)
- Imprint (2018)
- Lovisa (2018)
- Miss You Like Crazy (2019)
- Something Right (2019)
- Happy Thoughts (2019, ft. Benjamin Ingrosso)
- Middle of Nowhere (2019)
- Mood for You (2019)
- Boys with Emotions (2020, Melodifestivalen)

#### Közreműködő előadóként
- Starfish (2018, ft. Rhys)